# 清塘壮族乡
清塘壮族乡，是中华人民共和国湖南省永州市江华瑶族自治县下辖的一个乡镇级行政单位。

## 行政区划
清塘壮族乡下辖以下地区：
李家村、贝家村、清塘村、田边村、开源村、矮岩村、黄绿村、中大村、东陂村、浮海村、蒙家村和观音山村。